# Прибужье (волейбольный клуб)
«Прибужье» — женский волейбольный клуб из Бреста. Выступает в дивизионе А чемпионата Беларуси по волейболу. Считается одним из ведущих клубов страны.
Многократный призёр чемпионата и кубка страны. Раньше команда носила название Ковровщик.
Сезон 2017/18 и 2018/19 команда заняла в чемпионате 2 место, в кубке раз 2 место и раз 3 место.
В сезоне 2019/20 в чемпионате стали только 3,в кубке 3.
В сезоне 2020/2021 пошла смена поколений стало больше молодых игроков и своих воспитанников. Команда в последующих 3 сезонах заняла 2 место в чемпионате и дважды в кубке 2.
В сезоне 2022/23 занял второе место в чемпионате страны. Уже третий год подряд. В том же сезоне команда выиграла кубок Беларуси по волейболу у команды Минчанка (г. Минск) со счётом 0-3 в Минске. В сезоне 2023/2024 клуб покинули ключевые игроки и ставка делается на молодёжь. Заняли в чемпионате только 4 место в кубке 2,в Суперкубке 2 место.В сезоне 2024/2025 вернулись некоторые лидеры команды.В чемпионате впервые за долгое время не попали в полуфинал.В кубке заняли 2 место.В сезоне 2025/2026 ожидаются изменения в составе.
Свои домашние матчи клуб «Прибужье» проводит в СК «Олимп».
Клуб «Прибужье» так же как и ВК Западный Буг являются частью структуры — «ГУ Волейбольный клуб Брест».

## История
Женская волейбольная команда в городе Бресте была создана в 1991 году на базе брестского коврового комбината (позднее ОАО «Ковры Бреста») и на протяжении двадцати лет носила название «Ковровщик». Команда приняла участие в первом чемпионате БССР сезона 1991—1992 года. С тех пор брестские волейболистки приняли участие во всех 33 чемпионатах Беларуси. Первый «звездный» период в истории команды продолжался 4 сезона (2000—2004 гг), когда волейболистки завоевали 4 кубка Беларуси и дважды становились чемпионами страны (сезон 2001/02 и 2002/03). Тренером команды был Валерий Заровский с 1991 по 2004 год.

В 2013 году решением Брестского городского исполнительного комитета было образовано Государственное учреждение спорта и туризма — Волейбольный клуб «Прибужье», в дальнейшем переименованное в ГУ Волейбольный клуб «Брест» в 2017 году, в состав которого ещё вошла мужская волейбольная команда «Западный Буг».
В декабре 2014 года, в соответствии с решением Брестского городского исполнительного комитета, создано государственное учреждение «Волейбольный клуб „Прибужье“».
Следующий успешный этап — команда становится обладателем кубка Беларуси 2014 и 2015 годах, бронзовым призёром чемпионата Беларуси 2015, 2016 гг.
С сезона 2016/17 — главный тренер женской волейбольной команды «Прибужье» — Мелянюк Наталья Витальевна.
В сезоне 2017/2018 и 2018/2019 — команда становится серебряным призёром чемпионата где в финале проигрывает Вк Минчанка (Минск).
В сезоне 2019/2020 становится бронзовым призёром чемпионата.
С сезона 2020/2021 по сезон 2022/2023 команда становится серебряным призёром чемпионата страны по волейболу. Есть вторая команда ЦОР Виктория (Брест) которая выступает в дивизионе Б чемпионата Беларуси.
Начинается смена поколений — в состав команды вместе с главным тренером приходят и молодые игроки дублерской команды «Прибужья» — «Прибужье-ЦОР-Виктория», которые в подавляющем большинстве входят в молодёжную сборную Беларуси U18.
На данный момент в команде играет 5 игроков молодёжной сборной U-18, которые неоднократно добивались высоких результатов на таких соревнованиях как:
- Балтийские игры (Браденбург, Германия)
- EEVZA-2016 (Брест)
- EEVZA-2017 (Олецко, Польша)
- Квалификация к ЧЕ-U19 в Грузии
- Квалификация к ЧЕ U19 в Сербии
- Квалификация к ЧЕ-18 в Италии — первое место
- Европейский юношеский олимпийский фестиваль Дьер, Венгрия — второе место
- Чемпионат мира U18 2017 в Аргентине — девятое место.

## Достижения
- Чемпионат Беларуси по волейболу среди женщин:
  - Победитель (3х ): 2002, 2003, 2014.
  - Серебряный призёр (7х ): 1997, 1999, 2018, 2019,2021, 2022,2023.
  - Бронзовый призёр (6х ): 1996, 1998, 2001, 2015, 2016,2020.
  - 4 : место 2024.
- Кубок Беларуси по волейболу среди женщин:
  - Обладатель (7х ): 2001, 2002, 2003, 2004, 2014, 2015,2022.
  - Серебряный призёр (5× ):2018,2020,2021,2023,2024.
  - Бронзовый призёр (3х ): 2016, 2017,2019.
  - Турнир памяти Федорука Сергея Харитоновича
- Обладатель (2×):2023,2024.
  - Суперкубок Беларуси: 2 место 2023.
- Международные:

Кубок ЕКВ 1/16 финала.

## Тренерский штаб
- Главный тренер — Мелянюк Наталья Витальевна
- Старший тренер — Заровский Валерий Анатольевич
- Тренер — Дедков Антон Александрович
- Администратор — Рудский Сергей Анатольевич
- Врач - Бородаченков Дмитрий Анатольевич
- Статистик — Дедкова А.А
- Массажист — Тунчик Д.В

## Известные игроки
- Наталья Мелянюк, Оксана Ковальчук.

## Состав команды в сезоне 2025/2026
| №           | Игрок               | Год рождения | Рост        |             |             |
| Блокирующие | Блокирующие         | Блокирующие  | Блокирующие | Блокирующие | Блокирующие |
| ----------- | ------------------- | ------------ | ----------- | ----------- | ----------- |
| 4           | Перминова Дарья     | 2004         | 185 см      |             |             |
| 7           | Медведева Вероника  | 2007         | 189 см      |             |             |
| 10          | Тихно Ксения        | 2008         | 185 см      |             |             |
| 17          | Голодко Жанна       | 1990         | 180 см      |             |             |
| Нападающие  |                     |              |             |             |             |
| 8           | Шульга Карина       | 2005         | 185 см      |             |             |
| 10          | Мамчиц Ксения       | 2007         | 187 см      |             |             |
| 19          | Холод Татьяна       | 2000         | 177 см      |             |             |
| 21          | Егорова Алина       | 2000         | 184 см      |             |             |
| 22          | Легкая Элизабетта   | 2006         | 180 см      |             |             |
| Связующие   |                     |              |             |             |             |
| 5           | Козак Мария         | 2007         | 172 см      |             |             |
| 18          | Буйкевич Анна       | 2008         | 180 см      |             |             |
| 25          | Захаренко Маргарита | 2003         | 182 см      |             |             |
| Либеро      |                     |              |             |             |             |
| 1           | Голодухина Виктория | 1994         | 167 см      |             |             |
| 2           | Олейник Ксения      | 2008         | 171 см      |             |             |
| 14          | Панасюк Александра  | 2007         | 170 см      |             |             |